# Mikel Rico
Mikel Rico Moreno (ur. 4 listopada 1984 w Barakaldo) – hiszpański piłkarz występujący na pozycji środkowego pomocnika w SD Huesca.

## Kariera
Profesjonalną karierę piłkarską rozpoczynał występami w CD Baskonia, później grał także w klubie występującym wówczas w Segunda División B, UB Conquense, aż w 2005 roku związał się na wiele lat z Polideportivo Ejido. Dopiero po sezonie Rico miał okazję do debiutu w drugiej lidze (11. miejsce w sezonie 2006/07), ponieważ najpierw wypożyczono go do Conquense. Sezon 2007/08 spędził na innym wypożyczeniu w aragońskim klubie SD Huesca. W 2009, po awansie tego klubu do Segunda División, związano się z nim stałym kontraktem. Gracz drugiej linii był fundamentem składu drużyny, która w sezonie 2008/09 debiutowała na tak wysokim poziomie rozgrywkowym i rozgrywki ukończyła na 11. miejscu (kolejnym w drugoligowej przygodzie Rico).
W letnim okienku transferowym 2010 roku piłkarz został kupiony przez beniaminka drugiej ligi, zespół Granada CF. Piłkarze występujący na Estadio Nuevo Los Cármenes sprawili nie lada sensację, kiedy w sezon po powrocie na zaplecze La Liga, po barażach wywalczyli awans do najwyższej klasy rozgrywkowej. Gwiazdami tamtej drużyny byli m.in.: bramkarz Roberto, obrońcy Allan Nyom, Iñigo López i Guilherme Siqueira, pomocnicy Abel Gómez, Dani Benítez oraz napastnicy Juan José Collantes, Fabián Orellana i najlepszy strzelec drużyny Alex Geijo. Kluczowym zawodnikiem był również Mikel Rico, który zagrał w 41 spotkaniach Granady i zdobył 2 bramki. Jego rola nie zmieniła się także po awansie - w sezonach 2011/12 oraz 2012/13 pozostał wyróżniającym się piłkarzem wracającej po 35 latach do Primera División drużyny. Ligowy debiut zaliczył w przegranym 0:1 meczu z Realem Betis, 27 sierpnia 2011 roku. Na boisku występował już z nowymi partnerami, takimi jak defensor Pape Diakhaté, pomocnicy Carlos Martins, Gabriel Torje, Yacine Brahimi czy napastnik Ikechukwu Uche. Wraz z nimi zajmował kolejno: 17. i 15. miejsce w ligowej tabeli.
Przed rozpoczęciem sezonu 2013/14 Rico przeniósł się do kolejnego w swojej karierze klubu. Jego nowym pracodawcą został bardziej utytułowany na arenie krajowej Athletic Bilbao.
| Sezon              | Klub                | Kraj               | Liga               | Mecze | Gole |
| ------------------ | ------------------- | ------------------ | ------------------ | ----- | ---- |
| 2002/2003          | CD Baskonia         | Hiszpania          | Tercera División   | 1     | 0    |
| 2003/2004          | UB Conquense        | Hiszpania          | Segunda División B | 8     | 0    |
| 2004/2005          | UB Conquense        | Hiszpania          | Segunda División B | 36    | 3    |
| 2005/2006          | UB Conquense        | Hiszpania          | Segunda División B | 35    | 9    |
| 2006/2007          | Polideportivo Ejido | Hiszpania          | Segunda División   | 20    | 0    |
| 2007/2008          | SD Huesca           | Hiszpania          | Segunda División B | 35    | 6    |
| 2008/2009          | Polideportivo Ejido | Hiszpania          | Segunda División B | 35    | 2    |
| 2009/2010          | SD Huesca           | Hiszpania          | Segunda División   | 41    | 5    |
| 2010/2011          | SD Huesca           | Hiszpania          | Segunda División   | 1     | 0    |
| 2010/2011          | Granada CF          | Hiszpania          | Segunda División   | 41    | 2    |
| 2011/2012          | Granada CF          | Hiszpania          | Primera División   | 36    | 3    |
| 2012/2013          | Granada CF          | Hiszpania          | Primera División   | 38    | 2    |
| 2013/2014          | Athletic Bilbao     | Hiszpania          | Primera División   | 34    | 5    |
| 2014/2015          | Athletic Bilbao     | Hiszpania          | Primera División   | 36    | 3    |
| 2015/2016          | Athletic Bilbao     | Hiszpania          | Primera División   | 17    | 1    |
| 2016/2017          | Athletic Bilbao     | Hiszpania          | Primera División   | 18    | 1    |
| 2017/2018          | Athletic Bilbao     | Hiszpania          | Primera División   | 17    | 0    |
| 2018/2019          | Athletic Bilbao     | Hiszpania          | Primera División   | 4     | 0    |
| Łącznie w karierze | Łącznie w karierze  | Łącznie w karierze | Łącznie w karierze | 452   | 40   |